# Boston Marathon 1904
De Boston Marathon 1904 werd gelopen op dinsdag 19 april 1904. Het was de achtste editie van deze marathon. Van de 96 ingeschreven atleten, gingen er 67 van start, waarvan er 40 de finish haalden. De wedstrijd werd gewonnen door de Amerikaan Michael Spring met een finishtijd van 2:38.04,4. Hij finishte hiermee bijna twee minuten voor Thomas J. Hicks, de latere olympische kampioen marathon van dat jaar. In vergelijking met de opvattingen vanaf 1908 dat de marathon een lengte hoorde te hebben van 42,195 km, was het parcours te kort. Het was namelijk tussen 37 en 38,8 km lang.

## Uitslagen
| rang   | naam                 | land | tijd      |
| ------ | -------------------- | ---- | --------- |
| Goud   | Michael Spring       | USA  | 2:38.04,4 |
| Zilver | Thomas J. Hicks      | USA  | 2:39.34,2 |
| Brons  | Thomas E. Cook       | USA  | 2:42.35,0 |
| 4      | William A. Schlobohm | USA  | 2:43.40,0 |
| 5      | Fred Lorz            | USA  | 2:44.00,8 |
| 6      | Samuel A. Mellor     | USA  | 2:44.43,4 |
| 7      | J. Easley            | USA  | 2:46.30,8 |
| 8      | Dennis Bennett       | CAN  | 2:50.35,6 |
| 9      | F.A. Perreault       | USA  | 2:52.45,0 |
| 10     | John S. Hunt         | USA  | 2:53.15,6 |

1897 ·
1898 ·
1899 ·
1900 ·
1901 ·
1902 ·
1903 ·
1904 ·
1905 ·
1906 ·
1907 ·
1908 ·
1909 ·
1910 ·
1911 ·
1912 ·
1913 ·
1914 ·
1915 ·
1916 ·
1917 ·
1918 ·
1919 ·
1920 ·
1921 ·
1922 ·
1923 ·
1924 ·
1925 ·
1926 ·
1927 ·
1928 ·
1929 ·
1930 ·
1931 ·
1932 ·
1933 ·
1934 ·
1935 ·
1936 ·
1937 ·
1938 ·
1939 ·
1940 ·
1941 ·
1942 ·
1943 ·
1944 ·
1945 ·
1946 ·
1947 ·
1948 ·
1949 ·
1950 ·
1951 ·
1952 ·
1953 ·
1954 ·
1955 ·
1956 ·
1957 ·
1958 ·
1959 ·
1960 ·
1961 ·
1962 ·
1963 ·
1964 ·
1965 ·
1966 ·
1967 ·
1968 ·
1969 ·
1970 ·
1971 ·
1972 ·
1973 ·
1974 ·
1975 ·
1976 ·
1977 ·
1978 ·
1979 ·
1980 ·
1981 ·
1982 ·
1983 ·
1984 ·
1985 ·
1986 ·
1987 ·
1988 ·
1989 ·
1990 ·
1991 ·
1992 ·
1993 ·
1994 ·
1995 ·
1996 ·
1997 ·
1998 ·
1999 ·
2000 ·
2001 ·
2002 ·
2003 ·
2004 ·
2005 ·
2006 ·
2007 ·
2008 ·
2009 ·
2010 ·
2011 ·
2012 ·
2013 ·
2014 ·
2015 ·
2016 ·
2017 ·
2018 ·
2019 ·
2020 ·
2021 ·
2022